# Мило Дор
Мило Дор (Будимпешта, 7. март 1923 — Беч, 5. децембар 2005) био је аустријски, српски и југословенски писац, преводилац и хуманиста. Његов први, аутобиографски роман Мртваци на одсуству из 1952. постао је бестселер и увод у трилогију Сага о Рајковима, којом је стекао европску славу.

## Биографија
Мило Дор рођен је 7. марта 1923. као Милутин Дорословац, стицајем околности у Будимпешти, као једино дете у породици хирурга Милана Дорословца. Рано детињство провео је у Банату, претежно у Зрењанину. У раном детињству са породицом се сели у Београд, где завршава основну школу и гимназију. У четрнаестој години објављује у једном школском часопису своју прву песму, да би као матурант већ важио за једног од најперспективнијих у својој генерацији.

### Други светски рат
Већ као гимназијалац постаје незадовољан политичким приликама у земљи, а нарочито кокетирањем неких политичких првака са нацистичком Немачком. Учлањује се у СКОЈ и по доласку окупатора у земљу прикључује се илегалној борби. Као илегалац ухапшен је 1942. године и више месеци злостављањан у Специјалној полицији Управе града Београда, након чега га пребацују логор у концетрациони логор у Смедеревској Паланци. Преко својих веза отац успева да издејствује Милутинов премештај у затвор Гестапоа у Београду, где је третман био знатно блажи. Гестапо га је 1943. године депортовао у Беч, на присилни рад.

### Послератне године
По завршетку рата Милутин Дорословац остаје у Бечу, јер су у Београду колале приче да је у затвору „пропевао”. Почео је да долази у Југославију и Београд, где му је, у улици Милоша Поцерца, живела мајка, тек много година касније, када је доказано да је издржао мучење, а да је његове саборце издао неко други. Током првих послератних година преживљаваo je бавећи се разним пословима и од 1945. до 1949. студирао театрологију и романистику. Прилике се постепено побољшавају и он се враћа писању. Мења име у Мило Дор и својим првим, аутобиографским, романом Мртваци на одсуству обезбеђује себи место међу водећим аустријским писцима послератне генерације. Учествује у формирању Групе 47 и негује контакте са свим значајнијим књижевним ствараоцима на немачком говорном подручју. Настањен у Бечу, живео је између Аустрије, Немачке и некадашње Југославије. Умро је у Бечу, 5. децембра 2005. године.
Син Мила Дора, Милан Дор је продуцент, редитељ, сценариста и глумац.
Мило Дор:
| „ | По рођењу сам Србин, по држављанству Аустријанац, а по личном уверењу човек | ” |

## Књижевни рад
Књижевни опус Мила Дора је изузетно богат. Писао је романе, есеје, приповетке, радио-драме, као и неколико запажених филмских сценарија. Књиге су му превођене на многе језике, штампан је и читан у готово свим европским земљама. Нарочито је значајна његова преводилачка активност. На немачки језик превео је дела Иве Андрића, Мирослава Крлеже, Слободан Тишме, Васка Попе, Душана Ковачевића, Ранка Маринковића, Марјана Матковића, Антуна Шољана, Весне Парун, Лука Паљетка и других српских и југословенских писаца. Његов први роман Мртваци на одсуству из 1952. постао је бестселер и увод у трилогију Сага о Рајковима, која обухвата романе Сећања само и Бели град, којом је стекао европску славу. Највећи део књижевног опуса Мила Дора вуче корене управо из његовог српског порекла.

### Филмографија
Мило Дор аутор је више сценарија за филмове и ТВ серије, а неколико је и режирао. Учествовао је такође у неколико документарних филмова и серија.

## Награде и признања
Као писцу су му указиване бројне почасти и додељивана висока државна одликовања, не само у Аустрији, већ и у Мађарској, Немачкој, Француској и Италији. У Србији није добио ни једно признање. Поводом његове смрти са њим су се опростили тадашњи председник и канцелар Аустрије, председник Социјалдемократске партије, градоначелник Беча речима: „Велики европски писац”, „Велики господин средњоевропске књижевности”, „Посредник између језичких баријера” и сличним.
Аустријскиа непрофитна организација за промоцију културе земаља јужне и југоисточне Европе КултурКонтакт сваке године позива писце и преводиоце из ових региона да гостују у Аустрији као „Writersinresidence”. Од 2008. године ова стипендија за књижевност носи име Мила Дора. Ова стипендија постоји од 1995. године. Мило Дор је годинама имао тесну сарадњу са овом организацијом и заједнички су осмислили многобројне пројекте.
Од 2014. године једна улица у Бечу носи име Мила Дора - Milo-Dor-Weg.

## Хуманитарни рад
Мило Дор никада није заборавио своју прву домовину. У својој кући у Ровињу радо се дружио са југословенским колегама, а помагао је многим и избеглим или прогнаним људима. Учинак његовог хуманитарног рада може се мери са радом неке хуманитарне невладином организацијом. Распад Југославије изузетно тешко му је пао. Користећи свој утицај у аустријској јавности организовао је сусрете писаца из свих новонасталих држава и покушавао да националистичкој хистерији супротстави цивилизовани дијалог. Коначно увиђа да мора да призна пораз, можда први у свом животу и издаје збирку чланака под насловом Збогом Југославијо.

## Политички ангажман
У Аустрији је Мило Дор припадао левом крилу Социјалдемократске партије и стално подсећао на изворне вредности социјалдемократије. За себе је говорио да је „Аустријанац, Бечлија и Европејац српског порекла”.